# Apatura tremulae
Apatura tremulae är en fjärilsart som beskrevs av Herold 1844. Apatura tremulae ingår i släktet Apatura och familjen praktfjärilar. Inga underarter finns listade i Catalogue of Life.